# خريسان
نهر خريسان هو نُهير متفرع من الضفة اليسرى لنهر ديالى ديالى يمرّ بمدينة بعقوبة، قال في كتابه (أسماء المدن والمواقع العراقية) "وكلمة (خريسان) محرّفة من كلمة خراسان ومعناها (الشرق) فنهر خريسان يكون (النهر الشرقي)."، وهو يقع على الطريق الواقعة بين بغداد وخراسان فقيل لذلك سُمّي بهذا الإسم نسبةً لذلك  ويبدأ خريسان بالجريان من بحيرة حمرين وينتهي في البساتين الواقعة نهاية مدينة بهرز حيث يتلاشى فيها.